# أنتوني كريفيلو
أنتوني كريفيلو (بالإنجليزية: Anthony Crivello)‏ مواليد 2 أغسطس 1955 في ميلواكي، الولايات المتحدة، هو ممثل أمريكي فاز بجائزة توني.

## الأعمال
- يوم الاستقلال
- مافيا!
- ماتيريال جيرلز
- تجارة

## روابط خارجية
- أنتوني كريفيلو على موقع IMDb (الإنجليزية)
- أنتوني كريفيلو على موقع ميوزك برينز (الإنجليزية)
- أنتوني كريفيلو على موقع قاعدة بيانات برودواي على الإنترنت (الإنجليزية)
- أنتوني كريفيلو على موقع ديسكوغز (الإنجليزية)
- أنتوني كريفيلو على موقع قاعدة بيانات الفيلم (الإنجليزية)